# Eld i håg
Eld i håg är en kriminalroman av Stieg Trenter utgiven 1949.

## Handling
En augustikväll på restaurang Rosenbad träffar Harry Friberg en bekant, journalisten Robert Orten, och följer med denne upp på tidningsredaktionen. När Orten kallas ut för att rapportera från en eldsvåda vid Karlbergskanalen följer Friberg med som fotograf. När de anländer till brandplatsen får de besked att det var falskt alarm. Brandkåren är på väg därifrån, efter en sista inspektion. Robert Orten känner igen huset; det tillhör hans rike farbror, sillmagnaten David Orten och står oftast tomt, eftersom farbrodern egentligen bor i Göteborg. När Friberg och Orten just har återvänt till redaktionen, kommer på nytt ett brandlarm från samma plats. Nu brinner det på allvar. Dessutom visar det sig att David Orten befinner sig där inne. Han är medvetslös men räddas av brorsonen och en anonym ung man och förs till Karolinska sjukhuset, där han dock avlider av en hjärnblödning påföljande dag.
Harry Friberg far några dagar senare till Göteborg på fotouppdrag. I Göteborg inträffar dels ett mordbrandsförsök i en lada ute vid Eriksberg och dels en stor brand i Basaren vid Kungstorget, anlagd för att skyla över ett mord. När polisen slutligen har funnit en skyldig, skjuter mördaren sig.
Historien berättas i jag-form av Harry Friberg. Vesper Johnson befinner sig i Rio. Boken avslutas med det telegram Johnson skickar till Friberg då han fått rapport om fallet Orten.

## Persongalleri
- Harry Friberg, 32, fotograf, journalist och amatördeckare
- Edvard Nilsson, kriminalkommissarie
- Wrede, brandexpert vid kriminaltekniska anstalten
- Ture Vikbo, 30, kamrer på Fribergs ateljé, ivrig fågelskådare
- David Orten, 68, generalkonsul och sillmagnat
- Velma Orten, Davids unga exhustru, femme fatale
- Robert Orten, journalist, brorson till David Orten
- Anita Edenberg, kusin till Robert
- Carl Edenberg, 25, föreståndare för Orten sill stockholmskontor, simmare
- Ernst Billström, 68, vaktmästare på Mariedal
- Bernhard Gill, 55, försupen kamrer från Göteborg
- Stefan Hjelm, flygare
- Allan Andersson, redaktionssekreterare på den Stora Tidningen.

## Miljöer
På de inledande sidorna intar Harry Friberg en middagsmåltid bestående av sandwichbricka följd av kokt piggvar på Rosenbad, närmare bestämt restaurang Rosenbads bakficka, the Grill Room med dess falska gyllenläderstapeter, dekorerade med dödskallar, skorpioner, ödlor och fiskar. Han förundras över att vara så gott som ensam - lokalen var vid denna tid vanligtvis fylld av publicister från de närbelägna tidningskvarteren i Klara.
Huset dit brandkåren larmas två gånger i början av boken är Mariedal på Kungsholmen. Den herrgårdsliknande trevåningsbyggnaden i klassicistisk stil spelar rollen som en pampig övernattningsbostad för en stenrik äldre herre från Göteborg. Friberg kompenserar sig för de uteblivna eldsvådebilderna vid det första, falska larmet med att ta en nattlig bild av blänket i Karlbergskanalens smala svarta vatten.